# Andrei Zamoyski
Contele Andrzei Hieronim Franciszek Zamoyski (n. 12 decembrie 1717, Bieżuń, Mazovia, Polonia – d. 10 februarie 1792, Zamość, Monarhia Habsburgică) a fost un nobil polonez. La 3 august 1758 a fost decorat la Varșovia cu Ordinul Vulturului Alb.
A fost al zecele conte de Zamość. Între 1757 și 1764 a fost voievod de Inowrocław, iar din 1764 până în 1767 staroste de Halici, Lublin, Brodnica și Rostoki.
S-a căsătorit în 1768 la Varșovia cu prințesa Konstancja Czartoryska, fiica prințului Stanisław Kostka Czartoryski și sora prințului Józef Klemens Czartoryski.
În 1760 a fost primul magnat polonez care a desființat iobăgia pe domeniile sale. Regele Stanisław August Poniatowski și Sejm-ul polonez l-au însărcinat în 1776 să conducă comisia de revizie care ar fi trebuit să elaboreze un nou cod de legi (pol. Zbiór praw sądowych) pentru Uniunea polono-lituaniană. Acesta va fi redactat și publicat până în 1778 și va fi cunoscut sub numele de Codex Zamoyski.
Andrei Zamoyski este unul dintre personajele care apar și în celebra pictură a lui Jan Matejko, Constituția de la 3 mai 1791.
1. ↑  Zamoyski, Andreas Graf (BLKÖ)[*] Verificați valoarea |titlelink= (ajutor)
2. ↑  Historyja Sapiehaŭ : žycciapisy, majontki, fundacyi[*], p. 103 Verificați valoarea |titlelink= (ajutor)
3. ↑  Urzędnicy centralni i nadworni Polski XIV-XVIII wieku[*], p. 58 Verificați valoarea |titlelink= (ajutor)